# Белоглавая (посёлок)
Белоглавая — посёлок в Жуковском районе Брянской области, в составе Летошницкого сельского поселения. Расположен в 16 км к юго-западу от Жуковки при одноимённой железнодорожной платформе (ранее — станции) на линии Жуковка—Клетня. Население — 66 человек (2010). Имеется отделение почтовой связи.

## История
Возник в конце XIX века (станция открыта в 1881); первоначальное название — Никольский хутор. Современное название, по-видимому, происходит от села Белоголовль.
В первой половине XX века здесь работал лесопильный завод. До 1954 года — в Лелятинском сельсовете.
| Годы      | 1926 | 1979 | 1989 | 2002 | 2010 |
| --------- | ---- | ---- | ---- | ---- | ---- |
| Население | 109  | 135  | 125  | 94   | 66   |